# 2025年4月—5月敘利亞南部衝突
阿拉伯標準時間2025年4月28日敘利亞南部爆發衝突。衝突首先在賈拉馬納爆發，導火線是一段具爭議性的錄音在當地流傳，引發緊張局勢，戰火迅速蔓延至鄰近的薩納亞及阿什拉菲亞特薩納亞，並於4月30日延伸至蘇韋達省多條村落。經多方調停後，雙方於5月1日達成停火協議。以色列於4月30日針對敘利亞政府目標發動空襲，並在5月2日至3日再次展開攻擊，其後引發土耳其干擾以色列通信系統的行動。零星衝突在5月持續發生，伊斯蘭國亦於月尾發動兩宗炸彈襲擊。戰事於2025年7月再度升溫。

## 背景
2025年2月底，賈拉馬納爆發德魯茲民兵與敘利亞安全總局之間的武裝衝突。
至4月下旬，局勢因一段廣泛流傳的具爭議錄音而再次升溫。該段錄音被指侮辱伊斯蘭教先知穆罕默德，外界普遍將其歸咎於一名名為馬爾萬·基萬的德魯茲教士，但他已公開否認與此有關。事件在當地引起強烈民憤，蘇韋達的德魯茲宗教理事會隨即發聲譴責該錄音，並與涉事人士切割。敘利亞內政部亦啟動調查，後來證實該名教士並非錄音的製作者。
在政治取態方面，蘇韋達的多個武裝團體態度各異。蘇韋達軍事委員會、「最高力量」及「謝赫卡拉瑪部隊」對沙拉政府立場曖昧，而「阿拉伯山自由人」、「蘇丹·帕夏·阿特拉什營」及萊斯·巴魯斯領導的部隊則表明願意合作。
根據行動人士薩米赫·阿瓦姆指出，蘇韋達大致可分為三大派系：本地公民社會運動普遍支持總統，多個武裝組織如「尊嚴之人」、「賈巴勒旅」、「巴魯斯部隊」及「阿拉伯山自由人」亦支持沙拉政府；而另外四個與德魯茲宗教領袖希克馬特·希吉里結盟的團體則主張推動地方分權。

## 時序

### 賈拉馬納槍戰（4月28日）
2025年4月28日凌晨約2時，賈拉馬納市納西姆路路口附近一處地方民兵檢查站遭身份不明武裝分子襲擊。至凌晨4時，槍聲持續並進一步升級，造成至少2名安全部隊人員及6名平民死亡，另有十多人在首輪交火中受傷。
隨後，當地各派加強戒備，設立更多檢查站並限制人員進出城區。市內一則廣泛流傳的社交媒體聲明（據稱出自賈拉馬納市民）嚴厲譴責暴力及宗派煽動，並促請當局徹查事件，追究責任人。

### 衝突擴至薩納亞及阿什拉菲亞特薩納亞（4月29日）
翌日（4月29日），衝突蔓延至德魯茲族群聚居的薩納亞及阿什拉菲亞特薩納亞。當地多個安全檢查站遭武裝組織以輕型武器及火箭推進榴彈攻擊。戰鬥一度短暫停歇，但隨着來自德拉的增援部隊抵達後再度爆發。
至5月1日，薩納亞市長胡薩姆·瓦魯爾及其兒子在市內遭身份不明槍手殺害，引發更大不安。當局其後宣佈展開調查，惟兇手身份仍未明朗，引起坊間諸多揣測。敘利亞人權觀察站則指出，2人疑遭親政府武裝所殺。

### 以色列介入（4月29日至30日）
2025年4月29日，以色列北部的德魯茲族群舉行示威，要求以色列軍方出手干預敘利亞局勢，以保護當地德魯茲社群的安全。
翌日（4月30日），以色列傳媒報道指，以軍出動無人機對薩納亞地區疑似武裝分子目標發動有限空襲，聲稱此舉為「警示性打擊」。報道指出，空襲針對一支被指計劃襲擊德魯茲社區的武裝團體。以色列方面表示行動中無人傷亡。
以色列總理本雅明·內塔尼亞胡與國防部部長伊斯雷爾·卡茨隨後發表聯合聲明，稱該次空襲屬「警告行動」，意在向敘利亞政府釋出明確訊息，要求其負起責任，保護境內德魯茲族群。
其後，以軍再度發動第二輪空襲，動用一架埃爾比特赫爾梅斯450型無人機，擊斃一名敘利亞安全部隊成員，另造成多人受傷。

### 蘇韋達衝突升級（4月30日至5月2日）
2025年4月30日傍晚，武裝組織向蘇韋達省內多條德魯茲族聚居村落，包括伊拉、拉薩斯及蘇拉卡比拉發動襲擊，並向卡納克爾地區發射炮彈，與當地德魯茲武裝團體爆發衝突。敘利亞政府其後派遣部隊進駐，希望恢復地區穩定。據報，部分襲擊者被指與敘利亞國防部有聯繫。
在蘇拉卡比拉，一座紀念已故德魯茲裔將領、前共和國衛隊指揮官伊薩姆·扎赫雷丁的祠堂與博物館被身份不明人士縱火焚毀，最終整座建築被炸毀。扎赫雷丁生前曾效力於敍利亞復興黨政權。
5月1日，德魯茲宗教領袖之一希克馬特·希吉里發表措辭強烈的聲明，批評敘利亞政府以「與其有關的塔克菲里民兵」壓迫本國人民，形容該政權已淪為暴力機器，煽動宗派衝突與社會撕裂。他表示，敘利亞民間普遍對政權行徑深感不滿，並呼籲國際社會即時介入。希吉里又指，自蘇韋達爆發一連串示威及抵抗運動以來，五個月過去，當局仍未展開任何實質政治改革。他將目前局勢稱為「擺脫壓迫的解放」（意指阿薩德政權垮台），但遺憾地指出，迄今未有新憲法或保障自由與正義的地方分權體制出現。他批評敘利亞政府已不再代表人民，並形容其軍隊只是「殺戮、綁架及煽動宗派仇恨的工具」，最後呼籲國際社會提供保護，指這是「一個飽受屠殺的人民所擁有的合法權利」。
5月2日凌晨，哈蘭、盧拜因及多條鄰近村落遭不明武裝分子以迫擊炮攻擊，並企圖發動地面入侵，但被當地德魯茲武裝成功擊退。敘利亞政府事後聲稱，施襲者與官方部隊無關，並形容他們為「非法組織」。

### 以色列空襲及土耳其干預（5月2日至3日）
在5月2日凌晨，以色列戰機向大馬士革總統府人民宮附近投下一枚炸彈。以色列總理內塔尼亞胡與國防部長卡茨發表聯合聲明，確認此次行動，並形容是「對敘利亞政權發出的明確警告」，強調「絕不容許軍力向大馬士革以南推進」，同時警告不得對敘利亞境內的德魯茲社群構成威脅。
以色列空襲迅即引發多方譴責。卡塔爾、沙地阿拉伯、科威特、約旦、伊拉克、世界穆斯林聯盟、海灣合作委員會、阿拉伯聯盟、阿拉伯議會、聯合國及敘利亞總統府等均發聲譴責此舉。
同日，以方亦宣佈計劃進一步打擊敘利亞境內軍事及政權相關目標。
就在以色列空襲消息傳出後不久，蘇韋達西部農村地區一座農場發生爆炸，造成4人死亡。初步報告指出，事發前有不明無人機在上空盤旋，疑似屬以色列所有。儘管以色列軍方電台否認在該區進行空襲，敘利亞國營媒體則堅稱爆炸由以色列所為，並指出死者為當地德魯茲武裝派系成員，曾試圖擊落無人機後遭遇攻擊。
5月2日晚至3日凌晨，以色列空軍再度進入敘利亞領空，經黎巴嫩方向空襲大馬士革農村省、哈馬省及德拉省多個地點，導致至少一名平民喪生，另有4人受傷。與此同時，土耳其戰機亦於伊德利卜與阿勒頗省的邊境空域活動。有土耳其媒體報道稱，土方戰機更飛抵哈馬及霍姆斯上空，並向以色列飛機發出警告訊號，同時啟用電子干擾系統，企圖迫使其退出敘利亞領空。
據報導指，以色列一架軍用直升機亦於2日降落於蘇韋達地區，將5名受傷的德魯茲人士送往位於以色列采法特的齊夫醫院救治，該院早前已接收另外十名傷者。以軍亦宣佈，其部隊已部署於敘利亞南部，準備防止敵對勢力進入該區及保護德魯茲村落。
數星期後，以色列媒體i24NEWS引述消息報道稱，該架直升機在蘇韋達降落時，亦回收了據信與已故以色列間諜伊萊·科恩有關的文件、照片與個人物品。科恩於1965年在大馬士革被處決。報道稱，此次行動由敘利亞一名高級安全官員協助，以色列摩薩德與某外國情報機構合作完成。文件移交由敘利亞總統艾哈邁德·沙拉親自批准，被視為向以美兩國釋出善意。路透社此前亦證實，科恩遺物的交還獲敘利亞高層同意。
2日至3日夜間的多輪以軍空襲波及德拉、大馬士革農村及哈馬等地，導致哈拉斯塔與阿塔勒附近出現平民傷亡，最少一人死亡，數人受傷。土耳其戰機據報持續對以軍飛機發出電子警告，並干擾其作戰系統。
土耳其方面近日多次對以色列在敘利亞的軍事行動表示關切，認為其行動威脅地區穩定，亦損及土方自身安全利益。數日前，土耳其外交部呼籲以方停止空襲行動，並強調應以維護敘利亞安全與統一為優先。

## 後續

### 緩和局勢的行動
面對日益升溫的衝突，敘利亞大穆夫提奧薩瑪·里法伊於2025年4月30日發表聲明，警告國內分裂的危機。他呼籲民眾勿被復仇情緒與宗派仇恨煽動，強調「分裂容易點燃，其後果難以預料」，並指出敘利亞人的生命是神聖不可侵犯的，「哪怕是一滴血也不應白流」。他形容煽動衝突者為「撒旦之聲」，呼籲國人保持冷靜、團結一致。
同日，黎巴嫩德魯茲社群領袖兼資深政客瓦利德·瓊布拉特亦表示，他正積極展開外交聯絡，促成交戰雙方停火。
此外，一個由德魯茲長老及知名人士組成的代表團亦於4月30日抵達阿什拉菲亞特薩納亞，尋求化解衝突。代表團成員包括蘇韋達省省長穆斯塔法·巴庫爾，以及德魯茲社群兩位宗教領袖哈穆德·辛納維與優素夫·賈布。他們在當地召開會議，推動各方達成降溫共識。

### 協議與政府回應
2025年4月29日，敘利亞政府與德魯茲社群代表舉行會議，雙方就賈拉馬納的緊張局勢達成共識，同意緩和衝突、追究襲擊者責任，並防止宗派仇恨進一步升溫。
翌日（4月30日）晚間，敘利亞國營媒體報道，大馬士革農村省、蘇韋達省與庫奈特拉省的省長，聯同多位地方賢達與社會人士達成初步停火協議，涵蓋賈拉馬納及阿什拉菲亞特薩納亞兩地。
至5月1日，蘇韋達召開高層會議，集結宗教領袖、地方要員與各派系代表，包括德魯茲社群三名精神領袖。會後聯合聲明表明，反對一切形式的分裂或自治訴求，同時呼籲由當地人員全面接管內政部與司法體系職能，並促請中央保障大馬士革—蘇韋達公路安全。會議後，雙方隨即達成協議，啟動一系列穩定措施，包括：接收賈拉馬納地區的重型武器、增派安全部隊、限制非法持械行為，以及由國防部隊進駐城市外圍，加強周邊防衛。
隨著協議落實，當地德魯茲派系提交1500人名單，申請加入敘利亞總安全局。截至5月2日，已有700人被錄用並部署至蘇韋達各地，協助執行穩定任務。
5月3日，德魯茲社群兩大宗教機構發表聯合聲明，概述協議重點，包括：
- 啟動由當地人擔任的內政安全與司法體系，即時生效；
- 解除對蘇韋達、賈拉馬納、薩納亞及阿什拉菲亞特薩納亞的封鎖，恢復正常秩序；
- 確保大馬士革—蘇韋達公路安全，並由當局全權負責；
- 所有地區即時停火；
- 任何擅自發表與協議內容不符的聲明，將被視為單方面行為且無效。

與德魯茲領袖希克馬特·希吉里有關聯的派系，則宣佈全面進入備戰狀態。

### 協議後持續衝突事件
2025年5月4日，身份不明武裝分子襲擊蘇韋達省薩拉赫村莊，「尊嚴之人」武裝派系迅速作出反擊應對。
5月6日，蘇韋達省西部的杜爾村發生伏擊事件，導致2名敘利亞總安全局成員死亡，另有4人受傷。事發時，安保人員正押送兩名先前在大馬士革—蘇韋達公路衝突中受傷，並於德拉省接受治療的居民返回。敘利亞官方媒體稱此次襲擊由蘇韋達軍事委員會發動，但該委員會否認參與，並指控政府試圖透過媒體發動抹黑攻勢。
到了5月21日，一支由「法迪·納賽爾領導、塔里克·納古什支持」的武裝團體，闖入蘇韋達省省政府大樓，將省長穆斯塔法·巴庫爾扣為人質，要求當局釋放被控汽車盜竊罪的拉希卜·卡爾庫特。「尊嚴之人」隨即展開行動，協助省長巴庫爾安全撤離大樓；同時，賈巴爾旅亦與綁匪發生武裝衝突。兩日後，巴庫爾向當局提交辭呈，辭去省長一職。

### 伊斯蘭國襲擊蘇韋達省
2025年5月下旬，極端組織伊斯蘭國在敘利亞南部蘇韋達省薩法地區發動兩次炸彈襲擊，分別針對敘利亞政府部隊及由美國支持的敘利亞自由軍。儘管伊斯蘭國到2019年已失去敘利亞大部分領土，但它仍繼續在敘利亞南部等偏遠沙漠地區活動。此為伊斯蘭國自敘利亞阿薩德家族於2024年底垮台後，首次對過渡政府及其盟友發動襲擊，顯示其仍具威脅。
5月22日，伊斯蘭國在蘇韋達省薩法地區引爆一輛汽車炸彈，目標為敘利亞政府軍車輛。伊斯蘭國宣稱造成7名士兵死傷，但敘利亞人權觀察站指出，實際上僅造成一名平民死亡與3名士兵受傷。
這次襲擊是伊斯蘭國首次公開宣稱負責針對2024年底成立的敘利亞過渡政府的攻擊。
6日後，5月28日，伊斯蘭國再度於薩法地區發動爆炸襲擊，此次目標為敘利亞自由軍部隊。襲擊使用簡易爆炸裝置攻擊一輛載有自由軍成員的車輛，造成一名士兵死亡，3人受傷。
當天早些時候，一名前第8旅指揮官於德拉省伊茲拉市郊近一間醫院附近被發現，身中數槍、情況危殆，顯示可能曾遭綁架者企圖處決，幸被當地居民救出送院急救。同日，在德拉省東部布斯拉地區，另一名第8旅前指揮官遭不明武裝分子駕車綁架，至今生死未明。
5月29日，蘇韋達省西部的阿里卡—納杰蘭公路沿線發生路邊炸彈爆炸，一輛隸屬蘇韋達省衛生局的救護車經過時遭受攻擊。爆炸導致6名平民受傷，包括2名女性與2名救護人員（司機與醫療員），救護車幾近全毀，無法繼續使用。

### 對德魯茲派的屠殺
2025年4月29日，據報有隸屬敘利亞國防部的武裝分子在大馬士革郊區薩納亞一處家禽飼養場內處決多名平民。到5月1日，法外殺害報告增至9宗，其中8人在該禽場被殺，另一名男子則在其住家中遭槍決。
5月2日，敘利亞人權觀察站表示，最新證實有10名德魯茲平民於薩納亞及阿什拉菲亞特薩納亞遭法外殺害，並點名稱施襲者為隸屬敘利亞國防部與內政部的部隊。
在消息傳出後，部分德魯茲武裝分子啟程前往薩納亞支援當地同胞，但在大馬士革—蘇韋達高速公路布拉克一帶遭遇伏擊。據報導，一些被伏擊的戰士屍體被焚燒，其餘則被肢解。施襲者在行兇期間高呼反德魯茲口號。